# Еџертон (Охајо)
Еџертон (енгл. Edgerton) град је у америчкој савезној држави Охајо.

## Демографија
По попису из 2010. године број становника је 2.012, што је 105 (-5,0%) становника мање него 2000. године.
| Група             | 2000.         | 2010.         |
| Белци             | 2.048 (96,7%) | 1.932 (96,0%) |
| Афроамериканци    | 4 (0,2%)      | 5 (0,2%)      |
| Азијати           | 1 (0,0%)      | 9 (0,4%)      |
| Хиспаноамериканци | 44 (2,1%)     | 50 (2,5%)     |
| Укупно            | 2.117         | 2.012         |